# Шридеви
Шри Ама Јангер Ајпан, познатија под псеудонимом Шридеви (там. श्री देवी, Сивакаси, 13. август 1963 — Дубаи, 24. фебруар 2018) била је индијска глумица и продуцент.

## Филмографија
| Улоге  |                        |               |                  |          |
| Година | Српски назив           | Изворни назив | Улога            | Напомена |
| 1986.  | Ватра и пламен         |               | Арти             |          |
| 1986.  | Карма                  |               | Рада             |          |
| 1986.  | Магија брилијант       |               | Раџни / Нагин    |          |
| 1987.  | Мајчин дете            |               | Девки            |          |
| 1987.  | Господин Индија        |               | Сима Сони        |          |
| 1989.  | Пртљаг                 |               | Анџу / Манџу Дас |          |
| 1989.  | Ја сам твој непријатељ |               | Џугни            |          |
| 1996.  | Осветник               |               | Гита             |          |
| 1997.  | Опроштај               |               | Каџал Верма      |          |
| 2012.  | Енглески Винглески     |               | Шаши Годбол      | [ 1 ]    |

## Награде

### Филмферова награда
- Награђена
  - 1982. — Филмферова награда за најбољу главну глумицу на тамилском језику у филму Meendum Kokila
  - 1990. — Филмферова награда за најбољу главну глумицу у филму Пртљаг
  - 1991. — Филмферова награда за најбољу главну глумицу на језику телугу у филму Kshana Kshanam
  - 1992. — Филмферова награда за најбољу главну глумицу у филму Lamhe
  - 2013 — Филмферова специјална награда за филми Магија брилијант и Господин Индија
- Номинована
  - 1984 — Филмферова награда за најбољу главну глумицу у филму Sadma
  - 1990 — Филмферова награда за најбољу главну глумицу у филму Chandni
  - 1993 — Филмферова награда за најбољу главну глумицу у филму Khuda Gawah
  - 1994 — Филмферова награда за најбољу главну глумицу у филму Gumrah
  - 1995 — Филмферова награда за најбољу главну глумицу у филму Laadla
  - 1998 — Филмферова награда за најбољу главну глумицу у филму Опроштај
  - 2013 — Филмферова награда за најбољу главну глумицу у филмуЕнглески Винглески